# Gintaras Visalga
Gintaras Visalga (* 29. Oktober 1974 in Alytus, Litauische SSR) ist ein litauischer Forstmann. Seit 2006 ist er stellvertretender Generalforstmeister Litauens.

## Leben
1992 nach dem Abitur an der 7. Mittelschule Alytus absolvierte Visalga 1996 das Diplomstudium der Forstwirtschaft und 1999 das Masterstudium in der Forstwissenschaft an der Fakultät für Forstwirtschaft der Litauischen Akademie für Landwirtschaft sowie das Masterstudium der Rechtswissenschaften an der Mykolas-Riomeris-Universität. Von  1996 bis 1997 war er Meister im Forstamt Alytus, von 1997 bis 2001 Forstingenieur für Waldkulturen und Waldnutzung, von 2001 bis 2006 stellvertretender Forstmeister für Holzeinschlag und Handel im Forstamt Vilnius. Seit dem 3. Oktober 2006 ist er stellvertretender Generalforstmeister am Umweltministerium Litauens.